# Milnesium longiungue
Espèce
Milnesium longiungue est une espèce de tardigrades de la famille des Milnesiidae. 

## Distribution
Cette espèce se rencontre en Inde et au Xinjiang en Chine

## Publication originale
- Tumanov, 2006 : Five new species of the genus Milnesium (Tardigrada, Eutardigrada, Milnesiidae). Zootaxa, no 1122, p. 1-23.